# Нефтеюганск
Нефтеюга́нск (от нефть и хант. ёган — река) — город в России, административный центр Нефтеюганского района Ханты-Мансийского автономного округа — Югры. Третий по размеру город округа (после Сургута и Нижневартовска) — один из немногих в России превосходит по населению столицу субъекта (Ханты-Мансийск). Образован 21 июня 1961 года как посёлок Партсъездовский у деревни Усть-Балык.
Как административно-территориальная единица ХМАО имеет статус города окружного значения. В рамках местного самоуправления образует муниципальное образование город Нефтеюганск со статусом городского округа как единственный населённый пункт в его составе.

## Этимология
На территории современного Нефтеюганска имелась деревня Усть-Балык, которое получило своё название по своему расположению в месте впадении реки Балык в протоку Юганская Обь. В свою очередь гидроним Балык имеет тюркское происхождение и переводится как «рыба».
После открытия нефтяных месторождений поселение быстро развилось, а 1967 году оно было преобразовано в город под названием Нефтюганск.

В ту весну 61-го года стояла большая вода. Протоки Оби, обычно мелководные, стали тёмными и глубокими, по ним свободно проходили катера.
Эрвье, Ровнин, Салманов и Биншток плыли на катере по одной из проток… Нужно было детально осмотреть точки, где проектировался разворот работ. Уточнить место для будущего посёлка нефтеразведчиков, прикинуть, где удобнее разместить базу…
Спать не хотелось. Эрвье работал. Ровнин сидел на скамье и усмешливо слушал, как спорят Салманов и Биншток… Эрвье нравились их пыл, упорство, остроумие. Но за иллюминатором дышала такая счастливо-тревожная весенняя ночь и так хотелось запомнить её отдельно, по-особому, что он вдруг прервал расходившихся спорщиков и предложил подумать над названием будущего посёлка.
Наступила тишина. Каждому представилось: вот мы назовём посёлок, который потом превратится в большой город, и нас уже не будет, а он станет расти и расти…
Посыпались предложения: Геолог, Нефтегорск, Нефтеобск… Все это было близко, но не то. Потом сообразили, что находятся на Юганской Оби и посёлок, значит, Нефтеюганск.
Название понравилось. Позже его закрепил облисполком.

Вероятно, сейчас в молодом, деловитом, стремительно растущем городе Нефтеюганске мало кто помнит эту историю…— Л. М. Неменова. Главный геолог. — Москва: Советская Россия, 1975. — С. 151—152. — 224 с. — (Люди Советской России). — 50 000 экз.

## География
Нефтеюганск расположен в центральной части Западно-Сибирской равнины, в юго-восточной части Ханты-Мансийского автономного округа.
Находясь на правом берегу протоки Юганская Обь, город является единственным в округе и Среднем Приобье, расположенном на островной территории: с севера его омывает река Обь, а с юга её протока — Юганская Обь.

## Климат
Нефтеюганск приравнен к районам Крайнего Севера.
По климатическим условиям Нефтеюганск относится к району с континентальным климатом, который характеризуется продолжительной суровой зимой и коротким летом.
По климатическому районированию территории России (СНИП 23-01-99*) территория относится к району «1Д». Климат определяется положением города внутри Евразии и носит черты континентальности.
Среднегодовая температура воздуха: −3,3 °C
| Показатель                    | Янв. | Фев. | Март | Апр. | Май | Июнь | Июль | Авг. | Сен. | Окт. | Нояб. | Дек. | Год |
| ----------------------------- | ---- | ---- | ---- | ---- | --- | ---- | ---- | ---- | ---- | ---- | ----- | ---- | --- |
| Средний суточный максимум, °C | −18  | −15  | −6   | 1    | 10  | 18   | 22   | 18   | 10   | 2    | −10   | −15  | 1   |
| Средний суточный минимум, °C  | −25  | −23  | −14  | −7   | 2   | 10   | 14   | 11   | 5    | −2   | −14   | −20  | −5  |
| Источник: MSN Weather         |      |      |      |      |     |      |      |      |      |      |       |      |     |

## История
22 июня 1961 года на берегу Юганской Оби около Усть-Балыкских юрт высадился отряд геологоразведчиков, возглавляемый Михаилом Ивановичем Ветровым с бригадой плотников Карпа Ананьевича Иванченко (ныне почётный гражданин города).
15 октября ударил первый нефтяной фонтан Усть-Балыкского нефтяного месторождения, затем были новые фонтаны. 18 декабря 1962 года из скважины Р-63 ударил фонтан с суточным дебитом нефти 800 тонн. Таких в Тюменской области ещё не было. После этого посёлок геологов стал бурно расти.
26 мая 1964 года коллектив Усть-Балыкской нефтеразведочной экспедиции добыл, подготовил и перекачал с резервуарного парка в танкер для дальнейшей транспортировки на Омский нефтеперерабатывающий завод первую промышленную нефть.
16 октября 1967 года Президиум Верховного Совета РСФСР издал указ «О преобразовании рабочего посёлка Нефтеюганск Сургутского района Ханты-Мансийского национального округа, Тюменской области в город окружного подчинения». После принятия статуса в январе 1968 года город Нефтеюганск встречал особого гостя — члена Политбюро ЦК КПСС, Председателя Совета Министров СССР Алексея Николаевича Косыгина. В конце 1960-х годов были построены первые каменные дома — были открыты ДК «Строитель», ДК «Юность», кинотеатр «Юган». Было начато строительство гигантского нефтепровода: Самотлор — Усть-Балык — Тюмень — Уфа — Альметьевск.
15 сентября 1977 года глава Министерства нефтяной промышленности Николай Алексеевич Мальцев подписал приказ о создании производственного объединения «Юганскнефтегаз».
В 1980 году был образован Нефтеюганский район с административным центром в городе Нефтеюганске. Город находится на острове между двумя рукавами Оби. Южный рукав, на берегу которого расположен город, называется протока Юганская Обь. 3 ноября 1984 года был открыт мост через протоку Юганская Обь, 16 сентября 2000 года введён в эксплуатацию мост через реку Обь — в прошлом связь летом осуществлялась паромом, а зимой — ледовой переправой.
В 1989 году начала вещание студия телевидения «Интелком», позднее вышла в эфир городская муниципальная телерадиокомпания «Юганск».
26 июня 1998 года киллерами был застрелен впервые всенародно избранный глава города Владимир Петухов (см. Дело ЮКОСа). В 2014 году в память о В. Петухове был открыт бронзовый бюст на центральной аллее города.
В начале 2000-х годов «Юганскнефтегаз» стал принадлежать НК «ЮКОС». После аукциона 19 декабря 2004 года предприятие перешло в собственность нефтяной компании «Роснефть». Ныне это ООО «РН-Юганскнефтегаз», главное добывающее подразделение компании ОАО «НК „Роснефть“».
В 2000 году число жителей города превысило 100 тыс. человек, что сделало его крупнейшим городом округа (наряду с Сургутом и Нижневартовском).

## Руководство
Высшим выборным должностным лицом является Глава города. В апреле 2011 года также введена должность городского управляющего.
| Глава города                   | Начало полномочий | Конец полномочий |
| Виталий Георгиевич Севрин      | 1993              | 1996             |
| Владимир Аркадьевич Петухов    | 1996              | 1998             |
| Виктор Павлович Ткачёв         | 1998              | 2005             |
| Сергей Владимирович Буров      | 2006              | 2011             |
| Виталий Анатольевич Бурчевский | 2011              | 2016             |
| Сергей Юрьевич Дегтярёв        | 2016              | 2021             |
| Эльвира Хакимьяновна Бугай     | 2021              | 2024             |
| Юрий Васильевич Чекунов        | 2024              | -                |

## Население
| 1959     | 1969     | 1970     | 1979     | 1982     | 1985     | 1986     | 1987     | 1989     | 1990     | 1991     |
| -------- | -------- | -------- | -------- | -------- | -------- | -------- | -------- | -------- | -------- | -------- |
| 600      | ↗16 000  | ↗19 675  | ↗52 393  | ↗64 000  | ↗83 000  | ↘82 000  | ↗86 000  | ↗93 930  | ↗96 000  | →96 000  |
| 1992     | 1995     | 1996     | 1997     | 1998     | 1999     | 2000     | 2001     | 2002     | 2003     | 2004     |
| ↘94 800  | ↗97 000  | →97 000  | ↗98 000  | ↗99 000  | ↘98 000  | →98 000  | ↗100 000 | ↗107 830 | ↘107 800 | ↗109 900 |
| 2005     | 2006     | 2007     | 2008     | 2009     | 2010     | 2011     | 2012     | 2013     | 2014     | 2015     |
| ↗111 500 | ↗113 000 | ↗114 700 | ↗115 700 | ↗117 262 | ↗122 855 | ↗123 284 | ↗125 173 | ↗125 882 | ↘125 850 | ↘125 368 |
| 2016     | 2017     | 2018     | 2019     | 2020     | 2021     | 2024     |          |          |          |          |
| →125 368 | ↗126 157 | ↗126 998 | ↗127 710 | ↘127 255 | ↘124 732 | ↗126 690 |          |          |          |          |

На 1 января 2025 года по численности населения город находился на 136-м месте из 1124 городов Российской Федерации.
Средний возраст жителей города — 33 года.
Рост численности населения происходит как за счёт естественного, так и за счёт механического (миграционного) прироста.
Демографические процессы в городе Нефтеюганске характеризуются рядом положительных тенденций.
Общая численность населения в 2014 году составила 125 850 человек, а плотность — 815 чел./км²
За период с января по июнь 2012 года в городе родился 981 человек, что на 8,5 % превышает показатель аналогичного периода предыдущего года (за январь-июнь 2011 года — 904 человека). Коэффициент рождаемости за отчётный период составил 7,8 ‰. Коэффициент смертности за январь—июнь 2012 года составил 3,2 ‰. Естественный прирост населения за январь-июнь 2012 года составил 582 человека.
За январь—июнь 2012 года в город прибыло 2428 человек (за январь—июнь 2011 года — 2528 человек), выбыло 2285 человек (за январь—июнь 2011 года — 2082 человека). Миграционный прирост составил 143 человека (за январь—июнь 2011 года — 446 человек).
Число супружеских пар оформивших семейные отношения за январь-июнь 2012 года — 514 (за январь—июнь 2011 года — 588). Число супружеских пар, расторгнувших семейные отношения — 416 (за соответствующий период 2011 года — 385). Таким образом, на 100 браков приходится 81 развод (2011 год — на 100 браков — 65)
В этническом отношении основную массу населения составляют русские. В конце 1970-х — начале 1980-х годов, в связи с постепенным истощением нефтепластов в Татарстане и Башкортостане и перемещением центра нефтедобывающей промышленности в Западную Сибирь, в Нефтеюганск переселилось много татарских и башкирских нефтяников и их семей, чем объясняется значительный удельный вес татар и башкир в населении Нефтеюганска.
Национальный состав
Ниже приводятся данные о национальном составе города по данным Всероссийской переписи населения 2010 года. Перечислены национальности, имеющие более 1 % населения:
| Национальность | Численность (чел.) | Процентное соотношение |
| -------------- | ------------------ | ---------------------- |
| Русские        | 77 923             | 63,43%                 |
| Татары         | 12 425             | 10,11%                 |
| Украинцы       | 6145               | 5,00%                  |
| Башкиры        | 2893               | 2,35%                  |
| Азербайджанцы  | 2700               | 2,20%                  |
| Кумыки         | 1686               | 1,37%                  |
| Чуваши         | 1332               | 1,08%                  |
| Другие         | 9074               | 7,39%                  |
| Не указали     | 8 989              | 7,32%                  |
| Всего          | 122 855            | 100,00%                |

## Экономика
В окрестностях открыты крупные месторождения нефти. С 1961 года ведет нефтедобычу ООО «РН-Юганскнефтегаз». Работают предприятия по эксплуатации магистральных газопроводов, сервисные и обслуживающие компании, бюджетные учреждения. В городе присутствуют магазины крупных торговых сетей, такие как «Магнит», «Пятёрочка», «Монетка», «Перекрёсток», гипермаркеты «Энергосфера», «Домострой», «DNS», «Строительный двор», «М.Видео», а также рестораны быстрого питания, как: «KFC», «Burger King», «Суши Wok» и «Subway».
Сегодня в городе есть всё необходимое для жизни: благоустроенное жильё, больница, поликлиники, дома культуры, магазины, торговые центры, школы, детские сады, спортзалы, детская школа искусств, дом творчества, центр реабилитации детей, индустриальный колледж, несколько филиалов центральной библиотечной системы.

### Промышленность
Объём отгруженных товаров собственного производства, выполненных работ и услуг собственными силами по крупным и средним организациям — производителям промышленной продукции за январь-декабрь 2010 года составил 25 482,0 млн рублей или 77,4 % в сопоставимых ценах к соответствующему периоду предыдущего года.
Характеристика динамики развития базовых видов промышленной деятельности по периоду январь-июнь 2024 года:
- «Добыча полезных ископаемых» — 54 564,48 млн рублей
- «Обрабатывающие производства» — 6 467,07 млн рублей
- «Обеспечение электрической энергией, газом и паром; кондиционирование воздуха» — 10 081,72 млн
- «Водоснабжение; водоотведение, организация сбора и утилизации отходов, деятельность по ликвидации загрязнений» — 5 046,28 млн руб., индекс промышленного производства — 95,25 %.

На 2024 год на долю промышленности приходилось свыше 3/4 ВВП города.

### Инвестиции
За январь-декабрь 2010 года объём инвестиций в основной капитал за счёт всех источников финансирования по предварительным данным составил 2192,1 млн рублей или 96,0 % в сопоставимых ценах к соответствующему периоду предыдущего года. За 2010 год введено жилья 26,9 тыс. м² общей площади, в том числе 7,3 тыс. м² индивидуальной застройки.

## Уровень жизни населения
За январь-декабрь 2010 года среднедушевые денежные доходы населения сложились в размере 20 646,4 рублей. Реальные располагаемые денежные доходы населения снизились по сравнению с аналогичным периодом предыдущего года на 4,3 %. За 1 полугодие 2021 года среднедушевые денежные доходы населения сложились в размере 43 942,0 рублей.
В среднем на душу населения прожиточный минимум за 3 квартал 2010 года составляет 8602 рублей, который увеличился по сравнению с соответствующим периодом предыдущего года на 6,9 %.
Начисленная средняя заработная плата одного работающего по крупным и средним предприятиям за январь-ноябрь 2010 года составила 36 400 рублей и возросла по сравнению с соответствующим периодом 2009 года на 7,7 %. Средняя зарплата жителя Нефтеюганска в 2022 году составила 59 510 рублей. Среднестатистический работник в городе имеет возможность на свою заработную плату покрыть 4 «величины прожиточного минимума».
Наиболее высокая заработная плата наблюдается по таким видам экономической деятельности, как «Добыча полезных ископаемых» — 59000 рублей; «Финансовая деятельность» — 39 300 рублей; «Обрабатывающие производства» — 37 500 рублей, «Производство и распределение электроэнергии, газа и воды» — 36 800 рублей.
Реформа пенсионного обеспечения способствует увеличению размера пенсии (средний размер назначенной месячной пенсии в 2009 году — 9682 рублей, в 2010 году 11 457 рублей). За анализируемый период её рост составил на 18,3 %. По состоянию на 1 января 2011 года число пенсионеров в городе составляет 25 763 человека, из них пенсионеры по старости — 22 377 человек.
Одной из приоритетных задач администрации города является повышение уровня жизни населения. В городе работает межведомственная комиссия по проблемам оплаты труда, цель которой — снижение напряжённости в социально-трудовой сфере, ликвидация задолженности выплат заработной платы, легализация так называемых «серых» заработных плат, из-за ниже установленного минимального уровня.
Потребительский рынок
На территории муниципального образования обеспечивают население товарами и услугами: 447 магазинов, 33 оптовых предприятия, 1 городской рынок на 901 рабочее место; 141 предприятие общественного питания на 8276 посадочных мест; 274 объекта по оказанию различных видов услуг.
В 2010 году открылись 8 магазинов торговой площадью 8700 м²; 6 предприятий общественного питания на 383 посадочных места.
Обеспеченность торговыми площадями составила 398 м² на 1000 жителей при норме 280 м², обеспеченность посадочными местами предприятий общественного питания открытой сети — 41 на 1000 жителей при нормативе 40.
На сегодняшний день[когда?]

 100 % предприятий сферы потребительского рынка представлены частным сектором.
Оборот розничной торговли по всем формам проявления торговли по предварительным данным за январь—декабрь 2010 года составил 22 025 400 000 рублей или 96,7 % в сопоставимых ценах в сравнении с предыдущим годом.
Оборот предприятий общественного питания за январь-декабрь 2010 года оценивается в 1 486 300 000 рублей или 94,7 % в сопоставимых ценах в сравнении с предыдущим годом

## Транспорт
Городская маршрутная сеть состоит из 12 автобусных маршрутов.
Большинство городских маршрутов обслуживает ООО ГТК «ПасАвто».
На городских маршрутах работают автобусы ЛиАЗ-5256, ЛиАЗ-5293, МАЗ-103, МАЗ-203, МАЗ-206, ПАЗ Вектор NEXT, ПАЗ-3237,  ПАЗ Citymax 9, YoutongBus. 
Междугороднее сообщение связывает Нефтеюганск с посёлком Пойковский, городами Ханты-Мансийск, Пыть-Ях, Сургут, Нижневартовск, Тюмень, Омск, Курган, Екатеринбург и Уфа.
Нефтеюганск — речной порт на протоке Юганская Обь. Водный транспорт связывает с Ханты-Мансийском и Сургутом.
Ближайшая железнодорожная станция находится в 42 километрах к югу от Нефтеюганска — в городе Пыть-Яхе. Железнодорожные пути сообщения связывают город с важными хозяйственными центрами — Москвой, Омском, Тюменью, Екатеринбургом, Сургутом, Нижневартовском, Новым Уренгоем.
С 16 ноября 2004 года прекращено воздушное сообщение города Нефтеюганска с другими регионами России, и современный аэровокзальный комплекс, построенный в двух километрах к северу от города, используется не по прямому назначению.
Город расположен на федеральной трассе P404, которая соединяет юг Тюменской области с северными округами. Нефтеюганск — один из населённых пунктов строящейся вокруг ХМАО Северной широтной магистрали.

## Культура
В городе функционируют порядка 60 образовательных учреждений, из них: 15 дошкольных образовательных учреждений, 18 общеобразовательных учреждений, 4 учреждения для детей дошкольного и младшего школьного возраста, 1 вечерняя (сменная) школа, 4 учреждения дополнительного образования, 2 учреждения начального профессионального образования, 2 учреждения среднего профессионального образования.
Обеспеченность местами в общеобразовательных учреждениях города составила 82 %, в детских дошкольных образовательных учреждениях — 51,2 %.
Структура учреждений культуры и искусства Нефтеюганска состоит из 8 учреждений, в том числе: 2 учреждения клубного типа; 3 учреждения дополнительного образования; городская библиотека; 1 учреждение музейного типа; театр кукол «Волшебная флейта» Архивная копия от 26 января 2022 на Wayback Machine; кроме того художественная частная галерея «Югория»; культурный центр, находящийся в ведении закрытого акционерного общества «РосНефтеТранс». В рамках развития кинематографии в городе Нефтеюганске и создания условий для доступа населения города к произведениям киноискусства в ноябре 2007 года состоялось открытие кинотеатра «Юган», но в 2024 году он был закрыт.
В целях расширения социальных функций учреждений культуры, увеличения видового состава целевой аудитории и спектра культурных услуг, создания более благоприятных условий для удовлетворения культурных потребностей горожан в течение года проводилась работа по реорганизации, в результате которой созданы следующие учреждения культуры:
- МУ «Творческое объединение „Культура“», в которое вошли МЦ «Юность», КЦ «Лира», ЦКиД «Строитель», Муниципальный оркестр русских народных инструментов «Самоцвет Сибири»;
- МУ «Центр национальных культур» в результате объединения ЦКиД «Аллегро» и ЦТБК «Тальян»;
- МУ «Историко-художественный музейный комплекс», в который вошли учреждения музейного типа: МУ «Музей реки Оби» и художественная галерея «Метаморфоза».

В 2008 году построено новое здание библиотеки. В связи с этим произошла реорганизация библиотечной сети. Создано муниципальное учреждение культуры «Городская библиотека», состоящее из взрослой и детской библиотек, расположенных в новом здании, и библиотека семейного чтения в посёлке Прибрежном (СУ-62, здание КЦ «Лира»). Устаревшая структура централизованной библиотечной системы упразднена.
Обеспеченность населения города библиотеками на 1 тысяч жителей составила 72 % к нормативу, клубными учреждениями — 53,8 %, музеями — 78 %. Всего в 2007 году в городе Нефтеюганске проведено 147 культурно-массовых мероприятий, обслужено 144,3 тысяч человек, из них детей — 24,1 тысяч человек. В МУ «Историко-художественный музейный комплекс» в течение 3 квартала работало 19 выставок.
Сеть спортивно-оздоровительных объектов города насчитывает порядка 98 сооружений. Обеспеченность населения города спортивными сооружениями составляет 22,5 % к нормативу. На начало учебного года 2007—2008 гг. в детских спортивных школах обучается 4923 спортсмена. В 2007 году на территории города проведено 70 спортивных мероприятий, за аналогичный период 2006 года — 52.

## Религия
Православие
Имеются различные храмы РПЦ. В 2010 году был открыт Храм в честь Всех Святых.
Ислам
С 1996 года действует Нефтеюганская соборная мечеть.

## Спорт
В октябре 2014 года открыли "Центр физической культуры и спорта «Жемчужина Югры» с детским бассейном и большим 50-метровым бассейном, аквапарком, тренажёрными залами, а также банно-оздоровительным комплексом.
В городе развита детско-юношеские школы по биатлону, лыжам, хоккею, футболу, волейболу и боевым искусствам. Их воспитанники не раз становились победителями и призёрами различных соревновании. 
В городе также культивируется пожарно-прикладной спорт. Город неоднократно становился местом проведения международного турнира по вольной борьбе на приз Владимира Семёнова.
В 2017 году в городе был открыт крытый хоккейный корт для подготовки резерва сборным командам округа.
В 2022 году, был реконструирован и открыт спортивный комплекс «Сибиряк».
Готовится к открытию в 2025 году спортивный комплекс на улице Набережной.

## Города-побратимы
- Анкум, Германия
- Балтийск, Россия